# Lijst van Kroatische eilanden

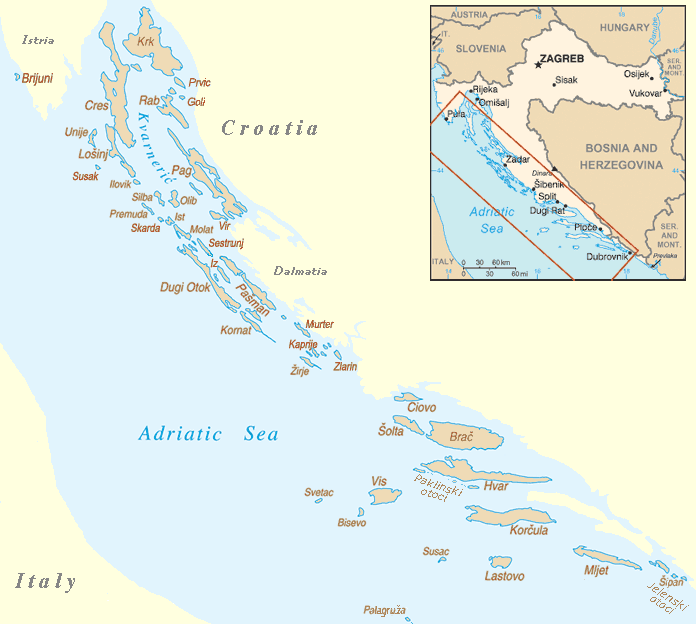
Kaart van de Kroatische eilanden

Het grootste gedeelte van de eilanden aan de Adriatische Kust liggen in het Noordoosten (dat tot Kroatië behoort):

## De grootste
|    | Naam      | Oppervlakte (km²) |
| -- | --------- | ----------------- |
| 1  | Cres      | 405,7             |
| 2  | Krk       | 405,2             |
| 3  | Brač      | 396               |
| 4  | Hvar      | 300               |
| 5  | Pag       | 284               |
| 6  | Korčula   | 279               |
| 7  | Dugi Otok | 113               |
| 8  | Mljet     | 98                |
| 9  | Rab       | 94                |
| 10 | Vis       | 90                |

## Lijst
De grotere eilanden staan hier op een rij, ongeveer op volgorde van noordwest naar zuidoost.

### Noordelijke zeekust
- de Brioni eilanden (Brioni is ook een nationaal park)
- Krk (Krk is relatief groot en heeft een eigen luchthaven)
- Plavnik
- Cres (Cres is het 2 na grootste eiland van de Adria en heeft een rijke historie, de witkopgier en dolfijnen)
- Lošinj (Lošinj is verbonden met een basculebrug)
- Ilovik (Ilovik is een bloemeneiland en heeft overblijfselen uit de Prehistorie)
- Unije (Unije is het op 2 na grootste eiland van de Cres-Lošinj archipel)
- Susak (Susak is geologisch gezien een uniek eiland, bewoond door nog geen 200 mensen)
- Prvić
- Goli otok (Goli otok werd ook gebruikt als een krijgsgevangenenkamp, vertaling: "naakte eiland")
- Rab (Rab is tussen 1942 en 1943 een concentratiekamp geweest)
- Pag (Pag is bekend om haar kaas en zeezout)
- Olib (Olib heeft het Chakaviaanse dialect en is bekend sinds de Romeinse tijd)
- Silba
- Premuda (Premuda heeft grotten, een scheepswrak en duikplekken)
- Ist
- Molat (Molat is bezocht door koning Eduard VIII van het Verenigd Koninkrijk en bekend bij zeilers)

### Noord-Dalmatië
- Vir
- Dugi Otok (De vertaling van Dugi Otok: "lang eiland")
- Ugljan (Ugljan heeft een rijke historie en 2000 jaar ervaring in de olijfbouw)
- Iž
- Pašman
- de Kornaten (Kornati-archipel) (Kornati is ook een nationaal park)
- Murter (Murter is het grootste eiland van de Šibenik archipel)
- Zlarin (Zlarin wordt het "Gouden eiland" genoemd en de 1e bewoners kwamen in de 13e eeuw)

### Centraal en zuidelijk Dalmatië
- Čiovo
- Veli Drvenik en Mali Drvenik
- Šolta (Šolta is het 13e grootste eiland Kroatië en ontdekt door Romeinse edelen)
- Brač (Brač is bekend om haar steengroeves)
- Hvar ("de zonnigste")
- Vis (Vis is al bewoond sinds de Grieken, was ooit een marinebasis)
- Biševo (Biševo is onbewoond en heeft de "Blauwe grot")
- Brusnik (Brusnik is onbewoond en volkomen vulkanisch)
- Svetac (Svetac is onbewoond en heeft zeldzame vogelsoorten)
- Korčula (Korčula heeft het grootste inwoneraantal)
- Lastovo (Lastovo was tot 1990 een militaire basis)
- Mljet (op Mljet ligt een nationaal park)
- de Elafit eilanden - Koločep, Lopud, Šipan
- Lokrum (Lokrum ligt vlak bij de haven van Dubrovnik)
- Palagruža (Palagruža is een klein eiland, en gelijk ook de zuidelijkste van Kroatië)

Bijna al deze eilanden zijn trekpleisters voor toeristen.
Er zijn ook twee schiereilanden, Istrië en Pelješac.